# Плотникова Клавдія Захарівна
Клавдія Захарівна Плотникова-Анджигатова (бл. 1893–1989) — останній носій камасинської мови (і, як така, — будь-якої з саянських самодійських мов). Мешканка села Абалаково Саянського району Красноярського краю, батько — Захар Перов, росіянин, мати — камасинка Афанасія Анджигатова. 1963 у віці 70 років була ще дуже бадьорою, робила хатню роботу, сама косила та вільно долала пішки 25 км до сусіднього села Агінське. 1914 року Плотнікова-Анджигатова зустрічалася з Каєм Доннером (вона зі своїми батьками — № 14 у його списку абалакінських камасинців); наступна експедиція під керівництвом О. К. Матвєєва прибула до Абалаково лише 1963 р., — до того часу Клавдія Захарівна вже 20 років ні з ким не розмовляла камасинською, проте в процесі роботи з експедицією поступово відновила свої знання. Наступна та остання експедиція 1964 року під керівництвом Аго Кюннапа зібрала значний матеріал, в тому числі записані на магнітофонну стрічку камасинські тексти.